# Espace (philosophie)
Pour les articles homonymes, voir Espace.
La question de l'espace a donné lieu à de multiples approches philosophiques depuis l'Antiquité. On distingue grossièrement un avant Descartes et un après Descartes. Depuis Descartes jusqu'à nous, « l'espace est appréhendé comme un réceptacle, comme contenant vide, homogène, doté de trois dimensions […], il s'étend de manière uniforme et équivalente en toutes ses directions ». L'origine métaphysique de cette caractérisation géométrico-physique est parfaitement laissée de côté et demeure, à ce jour, inquestionnée. Pourtant, les Grecs, particulièrement Aristote, n'avaient pas cette expérience du spatial à partir de l'extension ; ils raisonnaient à partir de la notion de lieu (τοπος), en tant que « chôra » (χώρα ), dont le sens est à prendre, selon Martin Heidegger, comme une dimension qui réserve et donne place aux « choses » pour être ce qu'elles sont en tant qu'elles ont leur lieu propre. On peut prendre comme exemple l'Agora pour ce qui est des réunions politiques à Athènes, la Polis ou le lit du fleuve.
Dans une vue synthétique, on peut résumer à partir de l'article du Dictionnaire des concepts, à trois types de positions l'attitude des philosophes vis-à-vis de la question de l'espace :
1. L'espace entendu comme réceptacle ou contenant des corps matériels et théâtre des rapports entre ces corps, dans lequel le vide est possible et nécessaire.
2. L'espace défini comme somme des lieux occupés par des corps dans lequel le vide est exclu dont les plus illustres représentants sont Aristote et Descartes.
3. L'espace comme condition a priori de la sensibilité chez Kant.

## L'espace dans l'antiquité

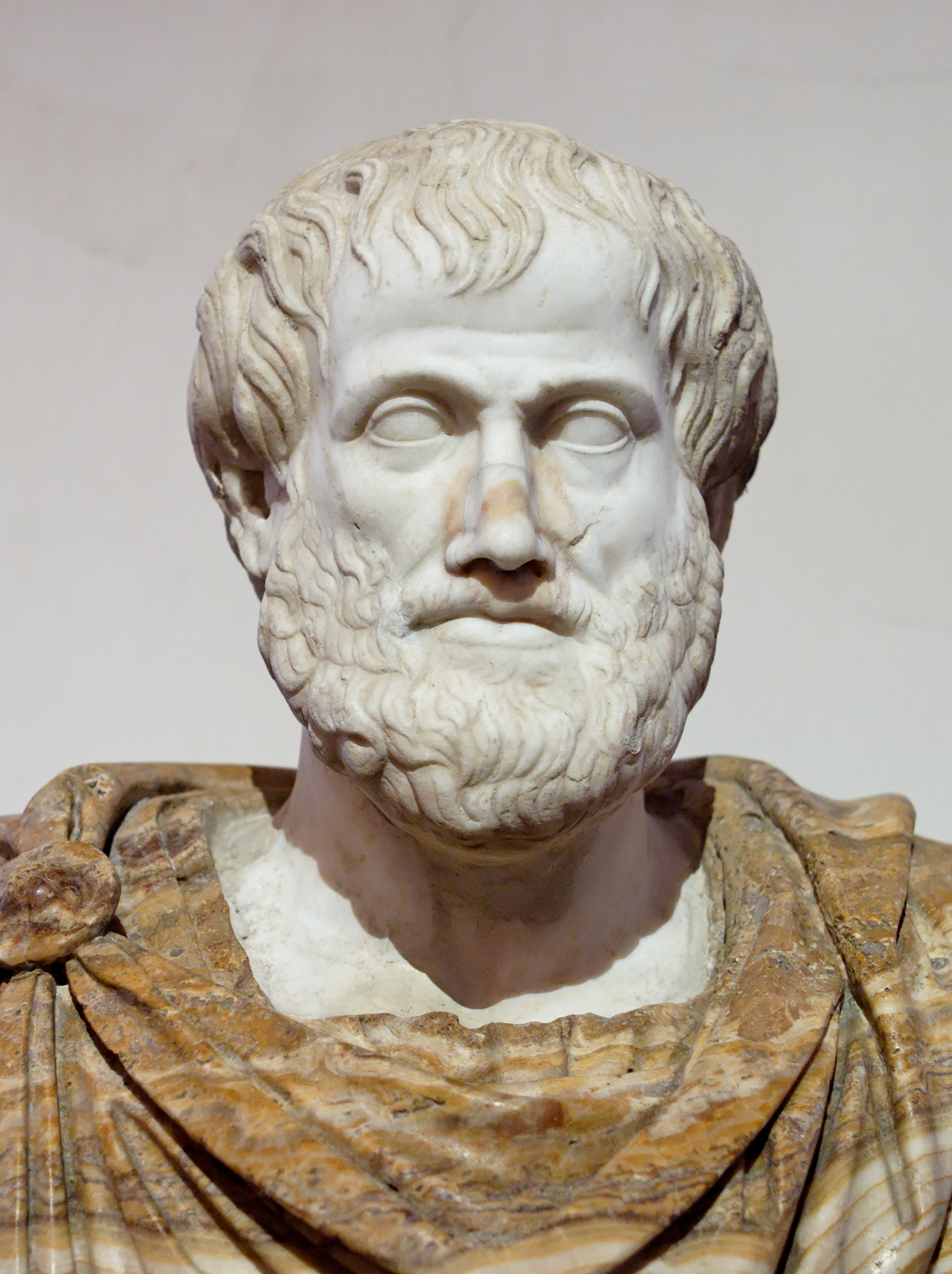
Aristotle Altemps Inv8575

### Un univers fini et ordonné
À l'époque d'Aristote, il est admis que la Terre est sphérique et se maintient en équilibre, sans aucun support physique, au centre d'un Ciel clos lui aussi sphérique. Toutefois cet Univers sphérique, ou Cosmos écrit Alexandre Koyré, n'est pas à penser comme une boule flottant sur du vide, « car au dehors il n'y a rien, pas même du vide ».
Pierre Aubenque note que le terme de Kosmos, κόσμος, désigne originellement l'ordre et par extension ce qui comporte de l'ordre. Aristote, qui utilise ce terme, en parallèle avec Ouranos, Οὐρανός, accentue la différence entre le monde « sublunaire » et le monde astral, se démarque néanmoins de la tradition hermétique qui considère l'Univers comme essentiellement beau et ordonné. Platon faisait intervenir un démiurge qui conduisait le monde du désordre initial à l'ordre.

### Les deux espaces
Pour Aristote, le monde en deçà de l'orbite lunaire (le monde sublunaire) n'a rien à voir avec celui qui est situé au-delà de l'orbite lunaire (le monde supralunaire - lune comprise), « deux régions distinctes qui se distinguent l’une de l’autre qualitativement comme la perfection et l’imperfection » écrit J. P. Guillot. La région supralunaire s’étend de l’orbite de la lune à la sphère des étoiles. Celle-ci marque la limite extérieure de l’univers, au-delà de laquelle rien n’existe, pas même l’espace vide. Tous les objets de cette région sont faits d’une substance inaltérable : l’éther. Le supralunaire présente un aspect régulier, ordonné, inaltérable qui contraste avec la région sublunaire ou terrestre, caractérisée par le changement, la génération et la corruption. 
Le monde sublunaire est constitué des quatre éléments : la terre, l'eau, l'air et le feu. Tous les corps qui existent sont des mélanges, en proportions diverses, de ces quatre éléments. Parce qu'ils sont des mélanges, « les corps sont dotés de qualités – gravité, légèreté, dureté, etc. – qui font partie de leur nature et qui sont les causes des phénomènes impliquant ces corps » écrit Sébastien Viscardy. De ce que les corps légers ont tendance à monter et les corps lourds à tomber et que les éléments déterminants appartiennent à leur nature, le philosophe grec conclut que les corps sont entraînés vers leur « lieu naturel ». « Par conséquent, la physique dans le monde sublunaire repose sur l’existence de lieux privilégiés ». Aristote conçoit le monde sublunaire comme une succession de couches concentriques dont on trouvera une excellente description signée Vincent Deparis sur le site « planète-terre ».
Dans cette approche, la gravité devient une propriété constitutive de certains corps (les lourds, terre et eau), de même que la légèreté est une propriété de certains autres (les légers, air et feu).

### Théorie du lieu
Dans le Timée, Platon s'agissant de l’espace et du lieu, use alternativement des deux termes de topos (τόπος) et de chôra, χώρα dans des significations différentes que souligne Jean-François Pradeau. 
La question du lieu est primordiale dans l'appréhension grecque du phénomène de l'espace au point que pour André Hayen « La théorie du lieu naturel représente le premier essai cohérent d'une philosophie de l'espace ». Chaque substance se voit attribuer un « lieu » qui correspond à l'enveloppe du corps correspondant. Au sens grec déclare Martin Heidegger dans une conférence « l'espace est vu à partir du corps, comme son lieu, comme le contenant du lieu ». Ceci ne va pas véritablement changer jusqu'à nous, l'espace est encore pensé à partir des corps.
Par contre, chaque corps, chez les grecs, a un « lieu », en un autre sens, qui lui est propre et dans lequel il se tient naturellement : si rien n’y fait obstacle, chacun tend à se porter vers son lieu propre (soit dans le cadre de la gravité l’un vers le haut, l’autre vers le bas). Aristote élargit l'hypothèse en définissant le mouvement (voir Mouvement (philosophie)), de telle façon que dans sa théorie des quatre éléments chaque corps, tente de regagner son lieu naturel (le fleuve dans son lit, la pierre sur le sol), qu'une fois atteint il ne quitte plus et se maintient ainsi dans son état de repos.
Dans la Physique, ouvrage qu'Aristote consacre à l'étude du « Mouvement », la théorie des lieux, qui est étudiée à partir et en fonction du mouvement, tient une grande place.
Alexandre Koyré note que « la naissance de la science moderne implique non seulement la rupture du cadre fini de l'univers aristotélicien, mais encore la destruction du Cosmos, l'infinitisation de l'univers et la géométrisation de l'espace ».

## L'espace pour Descartes

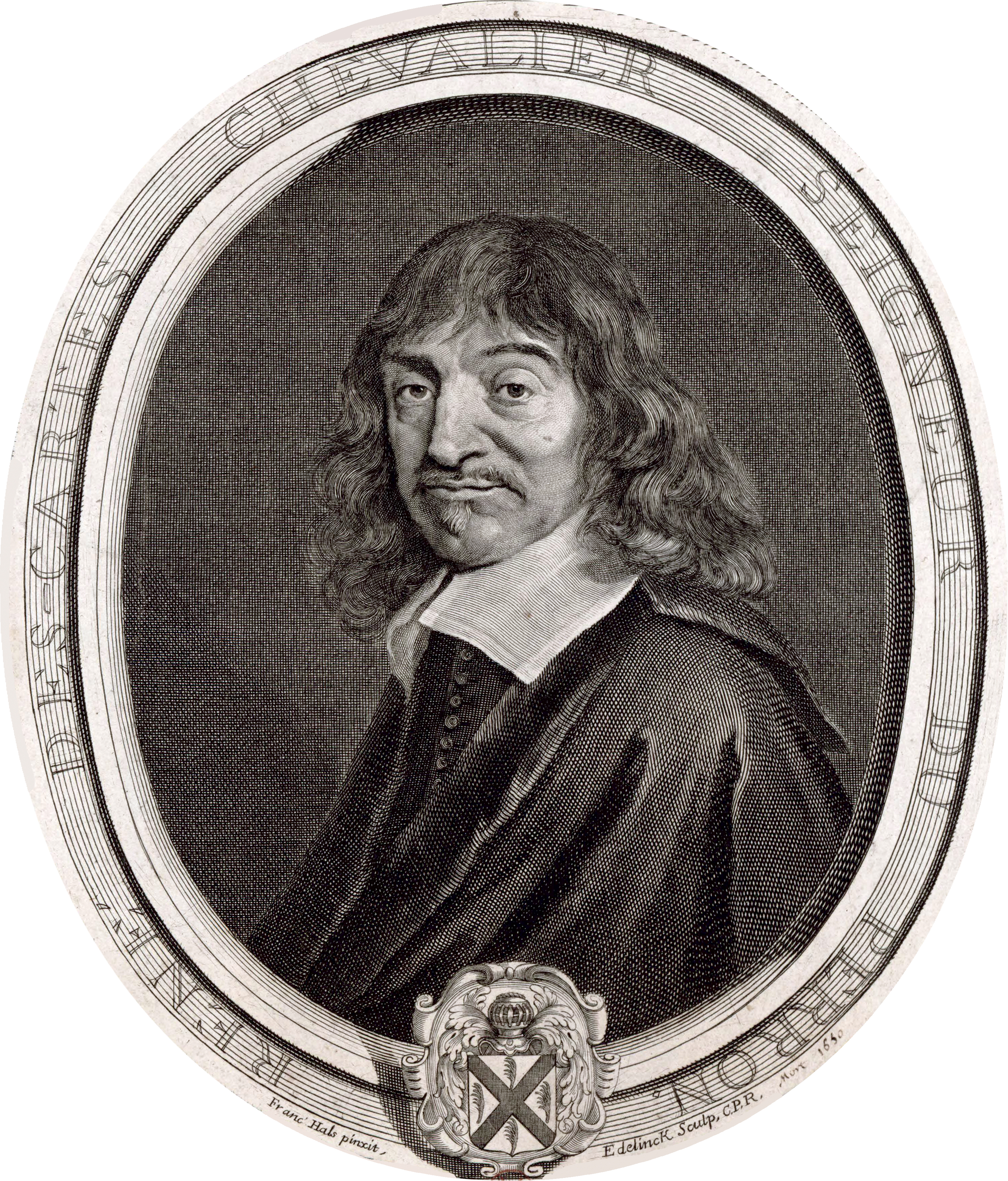
René Descartes.

Marlène Zarader rappelle que « la distinction de base de Descartes est la distinction entre chose pensante et chose  corporelle. La propriété de la « chose » pensante est  le Je pense ou (ego cogito), la propriété de la chose corporelle est l'« étendue ». »
Descartes défend la thèse que l'extension spatiale ou « étendue » constitue l'essence de la matière. Il s'oppose ainsi aux Scolastiques, d'où il découle qu'il n'accepte ni la thèse d'un espace distingué des corps, ni l'idée d'un espace vide dont la question de l'existence entretenait une controverse virulente depuis l'antiquité.
L'ontologie cartésienne est dominée par le concept de substance hérité de la Scolastique, et plus haut encore d'Aristote, dont il adopte l'approche, sans à aucun moment, s'interroger sur l'origine et la condition du phénomène. En privilégiant la « substance » et la « subsistance », Descartes est conduit par déduction logique à mettre en avant le concept d'« étendue », comme l'attribut essentiel de la chose corporelle et comme attribut seul de nature à pouvoir soutenir le caractère de permanence des corps. L'étendue est divisible, continue, figurable et mobile.
Descartes prescrit souverainement au Monde (par simple déduction logique), son être véritable, soit une chose étendue dans un espace mathématique. Le monde, pour Descartes, est une sommation de « chose » ; il impose sa distinction « substance pensante/chose corporelle », qui masque le rapport originel d'où dérive la conception traditionnelle et qui selon Heidegger se situe au niveau de « l'être au.. » : de « l'être-au-monde ».

## L'espace pour Kant

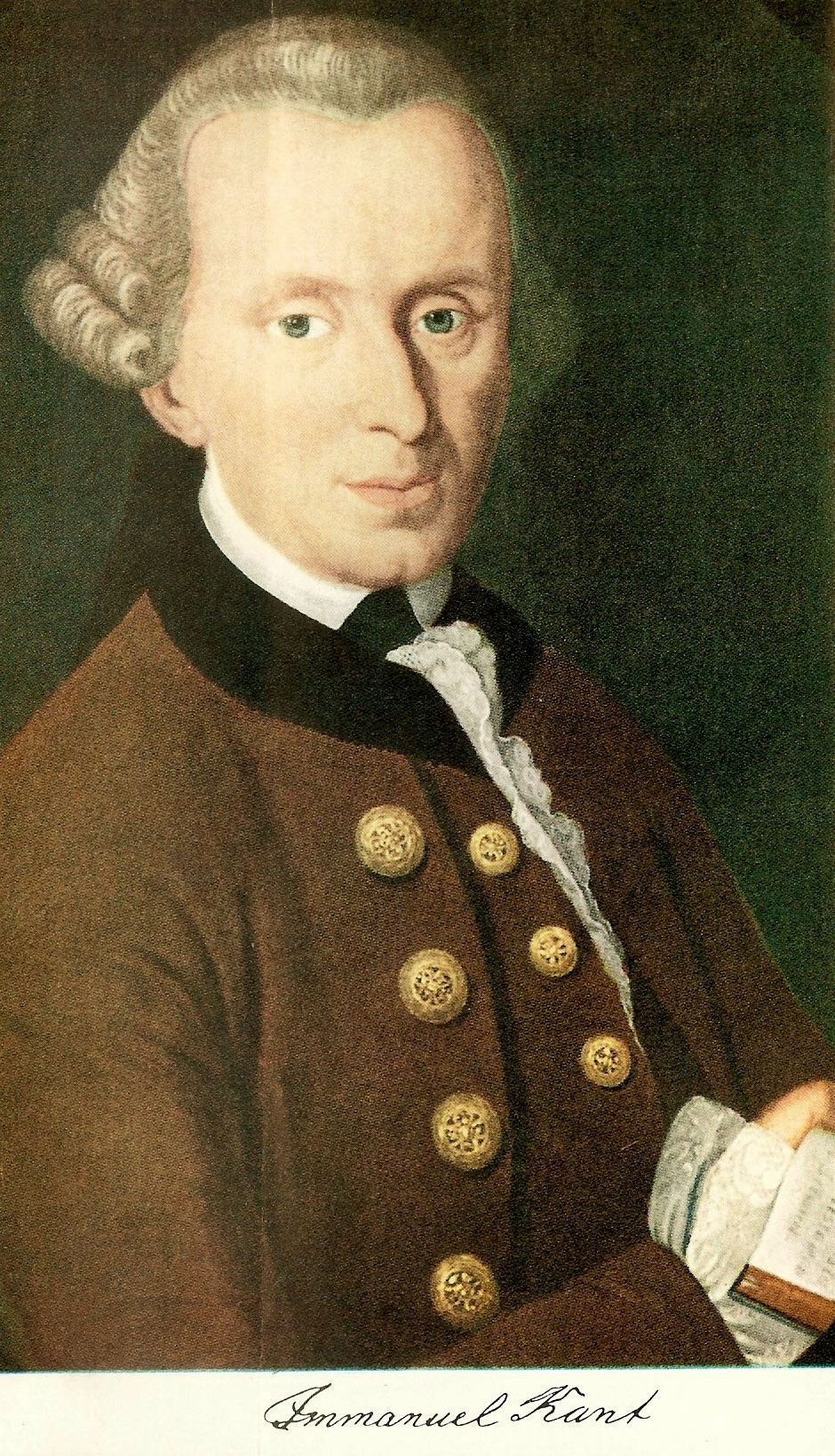
Kant

Emmanuel Kant pense que le concept d'espace ne peut pas être dérivé de notre expérience concrète puisqu'il est présupposé dans cette expérience elle-même. De ce préalable, il tire la conclusion que l'espace au même titre que le temps « est une représentation et plus particulièrement une forme « a priori » de notre sensibilité ». Kant va parler à propos de l’espace d'une forme pure de l’intuition externe à travers laquelle le sujet forme des objets et sans laquelle il ne saurait y avoir d’objets pour lui. En effet, la capacité à ordonner la matière des sensations dont découle pour nous la forme de tout objet ne peut être elle-même sensation, elle doit être a priori dans l'esprit, toute prête à s'appliquer à tous. L'argumentation se développe en quatre moments.
1. L'espace, pour la raison précitée, n'est pas un concept acquis d'expériences antérieures[N 4].
2. L'espace est une représentation nécessaire a priori puisqu'il est la condition de possibilité des phénomènes, si l'on peut concevoir un espace sans objet, il est impossible de concevoir des objets sans espace[N 5].
3. L'espace n'est pas conceptuel, car un concept est construit à partir d'éléments plus simples que lui, or, un morceau d'espace n'est pas plus simple que tout l'espace. Il n'est donc pas non plus un rapport de choses en général[N 6].
4. En outre, l'espace ne saurait être assimilé à un concept parce qu'il n'est pas la simple représentation d'un caractère commun à une multitude, mais qu'il contient en soi une multitude de représentations, en ce sens il s'agit d'un universel d'un genre particulier. Kant parle à ce propos de « grandeur infinie »[21],[N 7].

Kant note que tout enveloppement d'objet toute intuition sensible présuppose chez l'observateur une perspective préalable sur les rapports spatiaux en tant que tels. C'est cette prise de vue préalable sur l'espace dévoilé  de manière inobjective qui rend possible l'intuition empirique. Il y aurait donc avant toute intuition sensible un « intuitionné » spécifique correspondant à l'espace.
À noter que pour Kant, « l'espace n'est pas la condition de la possibilité des choses en soi, mais seulement la condition de leur manifestation à notre esprit ».
Kant pense pouvoir aussi déduire notre capacité à nous orienter, du sens que nous avons « a priori » de la droite et de la gauche qui intervient comme principe régulateur. Le problème va se poser de savoir si dans cette conception l'espace reste une réalité extérieure indépendante du sujet ou devient simplement une intuition jaillie de l'observateur.
Le philosophe Maurice Clavel, s'appuyant sur les travaux de Kant, récuse la notion d'espace-concept « Dans l'espace, il y a déjà plus que de l'espace; dans son concept même, il y a déjà plus que lui. L'espace est d'avant, et de bien avant son concept ». Avec la Critique...  l'espace et le temps ne sont plus sous le regard du sujet mais « sont » le regard lui-même.

## L'espace dans la phénoménologie moderne
« Si le temps ne peut être connu que par un être dont le cœur bat et qui porte en lui sa mémoire, l'espace ne se découvre vraiment qu'à la fatigue du pas qui voit l'horizon sans cesse reculer ».

### Edmund Husserl
Edmund Husserl s'interroge dans le cadre du processus de « constitution » de l'être concret sur la constitution dans notre esprit de l'espace objectif (l'espace tridimensionnel) « à quel stade s'effectue la toute première donation d'un divers qui mérite d'être qualifié de spatial ». L'« espace » est-il un donné sensoriel brut ou l'effet d'une visée « intentionnelle » ? Husserl, qui cherche à élucider le processus de constitution de l'espace, écarte les voies de la physique et de la géométrie qui ne peuvent rendre compte de l'espace dans lequel se déroule notre vie. Il s'agit essentiellement de comprendre « comment le monde est monde, c'est-à-dire autre chose qu'une simple cohue de sensations ». Le fait que dans l'« attitude naturelle » l'espace se donne soit comme espace entre les choses, soit comme intérieur des choses amène Husserl à partir du phénomène de la « chose » pour tenter de comprendre le « spatial ». Husserl émet l'hypothèse que « c'est parce que le sujet s'éprouve dans son « corps » qu'il peut percevoir une chose étendue dans l'espace [...] Ainsi l'apparition de la chose physique et l'appréhension de ma « chair du monde » sont indissociables l'une de l'autre et c'est une telle corrélation qui serait à l'origine de l'espace ».

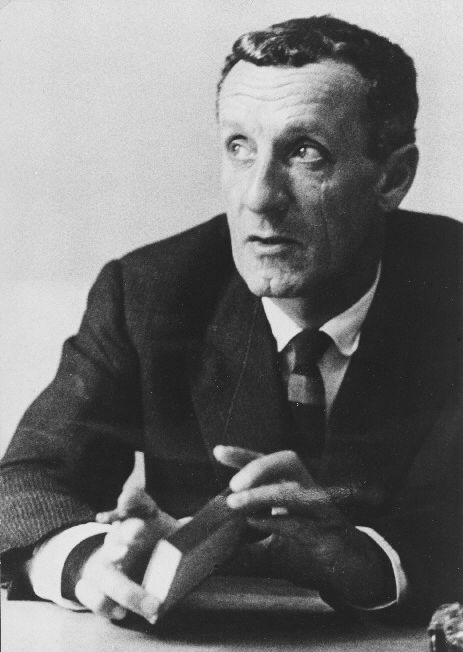
Maurice Merleau-Ponty

### Maurice Merleau-Ponty
Maurice Merleau-Ponty exerce, de son côté, une critique frontale à l'égard des doctrines classiques qui visent à limiter la compréhension de l'espace à l'espace euclidien. Pour le phénoménologue l'espace géométrique ou scientifique ne peut absolument pas être confondu avec l'espace naturel et primordial qui fait l'objet de la recherche phénoménologique. L'espace géométrique ne tire sa validité que de « son enracinement dans la spatialité primordiale », celle que nous donne le « corps propre » ou phénoménal, et qui seule rend possible quelque chose, comme une position (proche lointain, haut ou bas droite ou gauche) pour les objets. « Le corps phénoménal est spatial, non au sens où le corps objectif est « dans » l'espace mais au sens où « notre rencontre primordiale avec l'être» est d'emblée « située» et « orientée» écrit Pascal Dupond. Être corps, c'est être noué à un certain monde [...] notre corps n'est pas d'abord dans l'espace : il est à l'espace ».
Le corps n'intervient pas seulement pour garantir l'existence de l'espace, il ne fait pas que le fonder, « il en en détermine aussi l’articulation et en institue la structure eidétique ». Merleau-Ponty écrit : « l'expérience révèle sous l'espace objectif, dans lequel le corps finalement prend place, une spatialité primordiale dont la première n'est que l'enveloppe et qui se confond avec l'être même du corps » (d'où la notion de corps propre ou phénoménal). L'expérimentation phénoménologique retrouve avec cet auteur, les catégories traditionnelles que sont la hauteur et la largeur, mais aussi la gauche et la droite, le haut et le bas et enfin, la « profondeur » qui finira par apparaître comme la dimension primordiale. « La profondeur – appelée dans certains textes le volumineux, la voluminosité – éclipsant pour ainsi dire le reste des moments eidétiques du spatial, finira par jouer le rôle de la catégorie emblématique du spatial dans la dernière philosophie de Merleau-Ponty, ce « retour à l’ontologie », où l’espace lui-même sera lu comme le chiffre par excellence de l’Être ».

### Martin Heidegger
Martin Heidegger aborde le problème de l'espace, dans les paragraphes 19 à 24, ainsi que 70 de son maître livre Être et Temps. Conformément à sa démarche générale, le philosophe tente de cerner ce qui est pensé au plus près du phénomène à travers la notion d'espace. Est-il justifié de le comprendre d'emblée comme simple réceptacle, homogène à trois dimensions et de s'en tenir là ? En posant cette question, Heidegger travaille en amont de cette problématique, en détermine sa possibilité interne et « libère ainsi le sol à partir duquel la notion d'espace devra être examinée ». 
Comme le souligne Dominique Pradelle, s'il s'agit de saisir ce phénomène, la compréhension préalable de celui à qui il se manifeste, c'est-à-dire à l'homme ou Dasein, devient un préalable incontournable. En orientant ses recherches sur la manifestation primaire du phénomène, Heidegger va être amené, dans l'esprit de ce qu'il avait fait pour le Temps à distinguer un premier « espace » qui sera dit originaire, d'un second espace, l'espace pur, celui du géomètre, qu'il fera dériver du premier. 

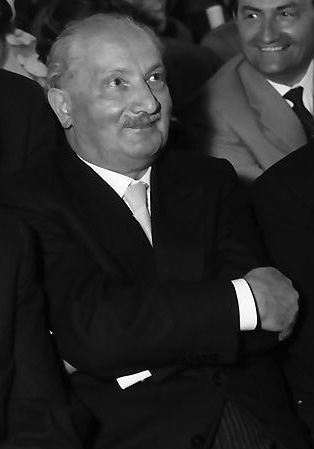
Heidegger 3 (1960)

Il s'avère qu'en vertu du concept « d'être-au-monde », il n'est plus nécessaire, selon lui, de s'engager dans une description des diverses manières qu'a l'homme de se rapporter à du spatial (percevoir, déterminer mathématiquement, parcourir, habiter, construire, etc.), pour penser la spatialité. Il n'y a en effet plus de sujet pur (comme il y en a chez Emmanuel Kant ou encore chez Husserl), à côté d'un monde que ce sujet constituerait par ses visées intentionnelles. Le phénomène fondamental, dont il faudra partir, est toujours l'« être-au-monde », In-der-Welt-Sein, à partir de quoi seulement, une détermination spatiale doit pouvoir prendre naissance et s'exposer, car si l'on suit Heidegger « l'espace n'est compréhensible qu'à partir de son propre concept de Monde et de la « mondanéité », parce que l'espace est dans le monde et non le monde dans l'espace » comme le rapporte Didier Franck.
Heidegger entreprend de substituer à la « res extensa » cartésienne, qui est à la base de tous les développements contemporains sur ce concept, c'est-à-dire à l'« espace-contenant », la vision d'une vieille notion d'espace méditée à partir de l'habitation humaine. C'est à partir de cette notion d'« habitabilité » qu'était tiré, dans son ouvrage majeur d' Être et Temps, le concept phénoménologique heideggérien de Monde, très éloigné de la notion géométrique de l'espace cartésien. Loin de l'espace tridimensionnel purement quantitatif homogène et continu, c'est dorénavant à partir de la préoccupation quotidienne du Dasein que les « lieux », les « places » et les « voies de passage » sont dévoilés, pour donner spontanément, non plus un espace abstrait mais une « spatialité » phénoménologique, « organique et articulée faisant sens ». 
Pour Heidegger, la spatialité du géomètre n'est découvrable que sur le fondement du phénomène du monde et « penser l'espace suppose qu'il soit resitué sur le sol phénoménal dont il dérive »,.